# Astràmpsic
Astràmpsic (en grec antic Ἀστράμψυχος) és el pseudònim d'un mag i astròleg egipci que va viure cap al segle ii.
Segons la Suda va utilitzar el nom d'un antic mag persa de l'època d'Alexandre el Gran. Se li atribueix un poema en versos iàmbics titulat La interpretació dels somnis (en grec Ὀνειροκριτικόν), que segles més tard comentaria Scaliger. D'aquest poema se'n conserven 101 versos. També se li atribueixen altres tractats sobre geomància, oracles i filtres amorosos. Un papir grec conserva una invocació a Hermes per a aconseguir èxit i favors atribuït a Astràmpsic.
Juntament amb Doroteu de Sidó i Manetó forma part d'un grup d'astròlegs-poetes que van tenir gran popularitat entre els segles II i III. Amb el nom de Sortes Astrampsychi es coneixen una sèrie de fragments de papirs amb oracles numerats que indiquen tant la pregunta formulada com la seva resposta. El consultant anotava el número de la pregunta seleccionada, extreia un altre número per sorteig i per un sistema complicat arribava a un altre número que era el de la resposta esperada.